# Antoni Teodorowicz
Antoni Teodorowicz – ziemianin, właściciel dóbr ziemskich Żuków koło Horodenki, poseł do Sejmu Krajowego Galicji we Lwowie VII, VIII (w 1901 zwyciężył kandydata ruskiego (ukraińskiego) Teofila Okunewskiego), IX i X kadencji (1895-1914). Jego synem był przyrodnik Feliks Teodorowicz.
Wybierany w IV kurii (gmin wiejskich) w okręgu wyborczym Horodenka.